# Цибульник, Виталий Александрович
Виталий Александрович Цибульник (1942—2020) — советский и российский скульптор и художник-рисовальщик.

## Биография

### Детство и юность
Виталий Александрович Цибульник родился 25 января 1942 года в Ленинграде. В годы Великой Отечественной войны с семьёй был эвакуирован в Новосибирскую область, а после Победы вернулся в родной город.
С детских лет мальчик любил рисовать: вначале копировал полюбившиеся работы художников, с 13-летнего возраста начал серьёзно относиться к изучению натуры и писать натюрморты. В кружке при Доме пионеров Краматорска, в котором некоторое время жил с семьёй, работал над барельефами, посвящёнными Марксу и Ленину; его работа «Партизанка» была направлена на областную выставку детского творчества.
По окончании 9-го класса общеобразовательной школы поступил на работу в Ленинградскую артель художников «Хромолит» учеником живописца и одновременно — в последний класс детской художественной школы. Здесь он много лепит, пишет этюды с натуры и в 1960 году, успешно сдав вступительные экзамены, был зачислен студентом на скульптурное отделение Ленинградского художественного училища имени В. А. Серова.
В 1962 году учёба в училище была прервана — Цибульник был призван в ряды Советской Армии.

### Становление скульптора
Вернувшись из армии, Виталий Цибульник поступил в Ленинградский институт живописи, скульптуры и архитектуры имени И. Е. Репина при Академии художеств СССР. Его наставником стал народный художник СССР Вениамин Борисович Пинчук, уделявший большое внимание изучению античных образцов, традиций мирового классического искусства. В студенческие годы молодой скульптор посетил с ознакомительной практикой ГДР, где особое влияние на него оказали увиденные в музеях экспонаты творцов эпохи Возрождения и барокко.
По окончании вуза Цибульник начал работать руководителем детского кружка по художественной обработке дерева при Доме культуры завода имени С. М. Кирова, однако уже к концу 1971 года был направлен в Ижевск.

### Работа в Удмуртии
В Ижевске Виталий Александрович поступил на работу на кафедру изобразительных искусств Удмуртского государственного университета, получив при этом также скульптурную мастерскую.
Работая с 1975 года в Удмуртском отделении Художественного фонда РСФСР, Цибульник провёл большую работу по организации скульптурной базы в регионе и стал автором ряда памятников, связанных с историей республики. К окончанию десятилетнего пребывания в Ижевске он по праву заслужил репутацию одного из ведущих скульпторов Удмуртии. За этот период принял участие в ряде художественных выставок: Всесоюзной выставке дипломных работ, посвящённой 30-летию Великой Победы (1975), двух выставках «Большая Волга» (1974, 1980), выставке «Советская Россия» (1975), выставках удмуртского изобразительного искусства в Москве (1976, 1981) и Ленинграде (1977).

### Возвращение в Ленинград
В 1981 году Цибульник вернулся в Ленинград, где активно участвовал в творческой и общественной жизни Союза художников. Скульптор являлся участником почти всех выставок под его эгидой, симпозиумов по скульптуре в Перми, Обнинске, Ижевске, в различных конкурсах на памятники.
Венцом творческого пути Виталия Александровича стала его персональная выставка, прошедшая в стенах Союза художников на Большой Морской в январе 2012 года. На ней была представлена как скульптура, так и большое количество его графических работ.

### Смерть
Виталий Александрович Цибульник скончался в мае 2020 года. Был похоронен на кладбище Памяти жертв 9-го января в Санкт-Петербурге.

## Творчество
Скульптура в Удмуртии не имела давних традиций — это поставило перед Виталием Александровичем, приехавшим в Ижевск, определённые трудности, однако в то же время и активизировало его: он стал уделять особое внимание работе над этюдом, изучать натуру, учился передавать живые впечатления.